# Sand Hill Cove
De Sand Hill Cove is een baai in de Canadese provincie Newfoundland en Labrador. De baai bevindt zich aan de oostkust van het schiereiland Labrador en maakt deel uit van een Important Bird Area.

## Geografie
De Sand Hill Cove bevindt zich aan een afgelegen deel van de Labradorse oostkust, op ruim 30 km ten noordwesten van Black Tickle en bijna 50 km ten oosten van Cartwright. Het is een kleine baai van de Labradorzee die direct ten zuidoosten van de veel grotere Table Bay ligt.
De toegang tot de Sand Hill Cove is noordwaarts gericht en 4 km breed. De baai zelf gaat echter in westelijke richting het binnenland in over een afstand van ruim 10 km. De Sand Hill River mondt uit in het westelijke uiteinde van de baai. Vlak bij de monding van die rivier ligt ook de kleine verlaten nederzetting Sand Hill, die teruggaat tot het midden van de 19e eeuw.
In het zuidoosten en oosten vormt de baai een deel van de kustlijn van het schiereiland Musgrave Land. Cape Greep is tegelijk het noordelijkste punt van dat schiereiland en de oostelijke kaap van de baai.

## Vogelhabitat
Nergens anders in Labrador broeden er meer eiders dan in de omgeving van de Table Bay, de Sand Hill Cove en de vele omliggende eilanden. In de zomermaanden komen ook ruiende brilzee-eenden er in groten getale voor. Het hele gebied is daarom onder de noemer "Table Bay" erkend als een Important Bird Area van continentale significantie.